# Over the Hill to the Poorhouse
Over the Hill to the Poorhouse is een Amerikaanse stomme film uit 1920, geregisseerd door Harry Millarde, met in de hoofdrol Mary Carr en bijna al haar echte kinderen. De film werd in Nederland uitgebracht onder de titel Moeder der smarten of ook kortweg Moeder.

## Verhaal
Ma Benton (Mary Carr) slooft zich van 's morgens vroeg tot 's avonds laat uit voor haar zes kinderen, terwijl haar man (William Welsh) niet de minste motivatie of ambitie vertoont. Haar zoon John (Johnnie Walker) is het zwarte schaap van de familie, die alleen van Ma en zijn geliefde Isabella (Vivienne Osborne) op enige vorm van steun mag rekenen.
Twintig jaar verstrijken en alle kinderen zijn het huis uit behalve John, die ontdekt dat zijn vader betrokken is bij een bende paardendieven. Omdat hij vreest dat zijn moeder dit schokkend nieuws niet zou overleven neemt hij de schuld op zich en belandt hij in de gevangenis. Eenmaal vrijgelaten besluit John naar het westen te trekken om fortuin te maken.
John stuurt geld naar zijn broer Isaac (Noel Tearle) om in het levensonderhoud van zijn moeder te voorzien, aangezien hun vader inmiddels overleden is. Isaac houdt het geld echter voor zichzelf en hun moeder belandt in het armenhuis. Wanneer John terugkeert straft hij Isaac en renoveert hij hun oude boerderij waar hij samen met Isabella en zijn moeder een nieuw leven opbouwt.

## Rolverdeling
| Acteur           | Personage       | Opmerkingen         |
| ---------------- | --------------- | ------------------- |
| Mary Carr        | Ma Benton       |                     |
| William Welsh    | Pa Benton       |                     |
| James Sheridan   | Child Isaac     | als Sheridan Tansey |
| Noel Tearle      | Adult Isaac     |                     |
| Stephen Carr     | Child Thomas    |                     |
| John Dwyer       | Adult Thomas    |                     |
| Jerry Devine     | Child John      |                     |
| Johnnie Walker   | Adult John      | als John Walker     |
| James Sheldon    | Child Charles   |                     |
| Wallace Ray      | Adult Charles   |                     |
| Rosemary Carr    | Child Rebecca   |                     |
| Phyllis Diller   | Adult Rebecca   |                     |
| Maybeth Carr     | Child Susan     |                     |
| Louella Carr     | Adult Susan     |                     |
| Vivienne Osborne | Isabella Strong |                     |
| Dorothy Allen    | Agulitia        |                     |
| Edna Murphy      | Lucy            |                     |

## Release en ontvangst
Over the Hill to the Poorhouse werd gedraaid met een budget van 50.000 dollar, met een bijkomend marketingbudget van 200.000 dollar. De film werd op 17 september 1920 uitgebracht door Fox Film en was een gigantisch succes aan de kassa, met een opbrengst van 2,5 miljoen dollar.